# 風真いろは
風真 いろは（かざま いろは、英: Kazama Iroha）は、日本のバーチャルYouTuber、バーチャルアイドル。ホロライブ6期生「秘密結社holoX」のメンバー（用心棒）。

## 概要
誕生日は6月18日。身長156センチ。挨拶は「holoXの用心棒、侍の風真いろはでござる」など。愛称は「ござる」など。一人称は「風真（）」など。愛刀の名前は「ﾁｬｷ丸」。
キャラクターデザインはうみぼうず、Live2D制作はけっふぃー、3Dモデル制作は芝つくねがそれぞれ担当した。
ファンネームは「かざま隊」。
忍者と思われがちだが侍であり、訂正する際に「のっと！ニンニン!! いえす！ジャキンジャキン!!」のフレーズを使う。
また、人の名前などを呼ぶ際に「〇〇殿」と呼んでいる。(ラプ殿、あやめ殿など)

## 略歴
- 2021年
  - 11月26日、Twitterにて初ツイート[12]。
  - 11月30日、YouTubeにて初配信を行いデビュー[13][2]。
  - 12月9日、YouTubeの収益化が解禁される[14]。
  - 12月26日、YouTubeのメンバーシップを解禁[15]。

- 2022年
  - 1月1日、お正月新衣装お披露目配信を実施[16]。
  - 6月9日、3Dモデルお披露目配信を実施[17]。
  - 8月17日、水着新衣装お披露目配信を実施[18]。

- 2023年
  - 10月6日、ダンスレッスン中に瞼から出血したとして急遽診察を受けたところ、ものもらいと診断、手術を行ったと報告[19]。

- 2024年
  - 11月19日、YouTubeでのチャンネル登録者数100万人を達成した[2][20]。
  - 11月30日、デビュー3周年記念配信において、ストレスによる心因性失声症と診断を受けたことを公表した[21]。同配信では、新衣装もお披露目された[21]。
  - 12月25日、再び声が出せるようになったことに伴い、リハビリも兼ねて配信を再開。

- 2025年
  - 3月10日、上記の病気の療養に専念するために配信活動を休止することを発表。現状は5月までとして声を出さない活動については医師と相談しながら行っていくとしている[22]。
  - その後、徐々に活動を再開し、6月18日には生誕ライブを行った[23]。

## 主な出演

### ライブ
- 「hololive 4th fes. Our Bright Parade Supported By Bushiroad」DAY1（2023年3月18日、幕張メッセ）[24]
- 「hololive 5th fes. Capture the Moment Supported By Bushiroad」（2024年3月16日 - 3月17日、幕張メッセ）[25][26]
- 「hololive 6th fes. Color Rise Harmony」DAY1（2025年3月8日、幕張メッセ）[27][28]

### 雑誌
- 『VTuberスタイル』2022年8月号、アプリスタイル、2022年7月28日。ASIN B0B4WRPXN9。 - 表紙、巻頭特集[29]
- 『コンプティーク』2025年3月号、KADOKAWA、2025年2月10日。ASIN B0DT9KHJYP。 - 表紙、巻頭特集[30]

### 漫画
- 原作：カバー、脚本：オムカレー、漫画：おかだアンミツ『ホロックスみーてぃんぐ』集英社、少年ジャンプ+、2022年11月[31]。

### ゲーム
- キュービックスターズ（2023年、風真いろは）[32]

### MV出演
- HIMEHINA『V』[33]

## タイアップ
- パルコ（2022年8月10日 - 8月31日）ホロライブ・サマー2022の開催決定を記念したデジタルスタンプラリーを実施[34]。
- セブン-イレブン（2022年10月） - ホロライブ6期生のハロウィン限定グッズを販売[35]。

## リリース音源
○出典：hololive（ホロライブ）公式サイト

### 風真いろは
| 発売日        | タイトル                | 品番     | 出典   |
| ------------- | ----------------------- | -------- | ------ |
| 2022年12月1日 | いろはすてっぷ！        | CVRD-238 | [ 36 ] |
| 2023年12月1日 | 風を仰ぎし麗容な        | CVRD-364 | [ 37 ] |
| 2024年6月14日 | 魔法少女まじかる☆ござる | CVRD-419 | [ 38 ] |
| 2024年6月19日 | Dreamy Sky              | CVRD-437 | [ 39 ] |
| 2024年12月1日 | ハードモード            | CVRD-491 | [ 40 ] |
| 2025年6月15日 | 君にしか読めない手紙    | CVRD-584 | [ 41 ] |
| 2025年6月19日 | ホントノワタシ          | CVRD-585 | [ 42 ] |

### 秘密結社holoX
| 発売日         | タイトル                       | 品番     | 出典   |
| -------------- | ------------------------------ | -------- | ------ |
| 2022年12月5日  | 常夜リペイント                 | CVRD-240 | [ 43 ] |
| 2023年8月20日  | 迷宮なラビリンス               | CVRD-320 | [ 44 ] |
| 2023年12月3日  | 饗宴ソリダリティ〜SHAKE★NABE〜 | CVRD-369 | [ 45 ] |
| 2024年7月13日  | ちょ～ゆめドデッカい！         | CVRD-440 | [ 46 ] |
| 2024年11月19日 | 暁光クロニクル                 | CVRD-505 | [ 47 ] |

### hololive IDOL PROJECT
| 発売日        | タイトル                                            | 品番     | 出典   |
| ------------- | --------------------------------------------------- | -------- | ------ |
| 2022年8月19日 | 飛んでK！ホロライブサマー                           | CVRD-199 | [ 48 ] |
| 2022年8月26日 | Sparklers                                           | CVRD-202 | [ 49 ] |
| 2024年3月7日  | Capture the Moment                                  | CVRD-396 | [ 50 ] |
| 2024年3月15日 | ホロライブ言えるかな？hololive SUPER EXPO 2024 ver. | CVRD-406 | [ 51 ] |

### その他の参加楽曲
| 発売日        | タイトル      | アーティスト       | 品番     | 出典   |
| ------------- | ------------- | ------------------ | -------- | ------ |
| 2024年11月8日 | GET THE CROWN | Hoshimatic Project | CVRD-497 | [ 52 ] |

| 発売日        | タイトル                     | アーティスト          | 品番       | 参加楽曲                                                                                   | 出典          |
| ------------- | ---------------------------- | --------------------- | ---------- | ------------------------------------------------------------------------------------------ | ------------- |
| 2023年3月15日 | holo*27 Originals Vol.1      | holo*27               | TFCC-86897 | 夢嵐                                                                                       | [ 53 ]        |
| 2024年2月27日 | ほろはにヶ丘高校 -Originals- | hololive × HoneyWorks | HLP-10003  | アウトサイダー計画（ラプラス・ダークネス、鷹嶺ルイ、博衣こより、沙花叉クロヱ、風真いろは） | [ 54 ] [ 55 ] |